# يان هارفي (ممثلة)
يان هارفي (بالإنجليزية: Jan Harvey)‏ هي ممثلة بريطانية، ولدت في 1 يونيو 1947 في بينزانس في المملكة المتحدة.

## وصلات خارجية
- يان هارفي (ممثلة) على موقع IMDb (الإنجليزية)
- يان هارفي (ممثلة) على موقع ألو سيني (الفرنسية)
- يان هارفي (ممثلة) على موقع قاعدة بيانات الفيلم (الإنجليزية)
- يان هارفي (ممثلة) على موقع كينوبويسك (الروسية)